# Station Korwinów
Station Korwinów is een spoorwegstation in de Poolse plaats Korwinów.